# Zeitschrift für Ganzheitsforschung
Die Zeitschrift für Ganzheitsforschung (ZfG), Untertitel: „Philosophie – Gesellschaft – Wirtschaft, mit Schrifttumsspiegel“, war eine vierteljährlich erscheinende österreichische wissenschaftliche Zeitschrift, die von 1959 bis 2006 erschien. Die ZfG wurde im Auftrag der Wiener Gesellschaft für Ganzheitsforschung von dem dortigen Nationalökonomen J. Hanns Pichler herausgegeben. Vorgängerpublikation war das Mitteilungsblatt der Gesellschaft für Ganzheitsforschung (1957/58).

## Geschichte
Die ZfG war seit ihrer Gründung durch Walter Heinrich in besonderer Weise dem universalistischen Denken Othmar Spanns verpflichtet. Darüber hinaus pflegt sie das Erbe der integralen Philosophie Leopold Zieglers. Beide Denkansätze zielen auf eine Wahrnehmung der Einheit der Wirklichkeit, die sich von philosophischen und theologischen Gedankengängen über mathematisch-naturwissenschaftliche bis hin zu volkswirtschaftlichen Theoriebildungen erstreckt. Dabei lag das Gewicht der ZfG auf der transdisziplinären Zusammenschau aller Erkenntnis- und Lebensbereiche.
1990 ging die Rezensionszeitschrift Schrifttumsspiegel in der ZfG auf. 2006 wurde die Zeitschrift für Ganzheitsforschung eingestellt. In den Jahren 2007 und 2008 erschien noch jeweils ein Ergänzungsband.